# 耶律奴瓜
耶律奴瓜（？—1012年），字延宁，又作耶律奴哥。辽国（契丹）政治人物、軍人。太祖耶律阿保机异母弟南府宰相耶律苏之孙，吳國公耶律頗的的祖父。
耶律奴瓜有膂力，善驯鹰隼。辽圣宗统和四年（986年），为黄皮室乣（糺）都监，率兵赴蔚州（今河北蔚县），协助枢密使耶律斜轸抵抗宋太宗北伐，击败宋朝名将杨业（杨继业）之军，以功擢诸卫小将军。之后转任黄皮室详稳（将军）。统和六年（988年）九月，率领先锋军从圣宗南下攻北宋，于定州（今河北省定州市）击败宋将李忠吉，官至东京统军使，加金紫崇禄大夫。统和十三年（995年）七月，跟随奚王和朔奴攻伐兀惹，失利。削金紫崇禄大夫阶。统和十九年（1001年）七月，拜南府宰相。统和二十一年（1003年），再伐北宋，于望都之战擒宋将王继忠，以功加同政事门下平章事。统和二十六年（1008年），为辽兴军节度使，之后，再为南府宰相。开泰元年（1012年），加尚父，不久去世。

## 延伸阅读
[在维基数据编辑]
 《遼史/卷85》，出自脱脱《遼史》